# Alina Kornějevová
Alina Kornějevová (rusky Алина Александровна Корнеева, Alina Alexandrovna Kornějeva, * 23. června 2007 Moskva) je ruská profesionální tenistka. Ve své dosavadní kariéře na okruhu WTA Tour nevyhrála žádný turnaj. V rámci okruhu ITF získala tři tituly ve dvouhře a dva ve čtyřhře.
Na žebříčku WTA byla ve dvouhře nejvýše klasifikována v únoru 2024 na 128. místě a ve čtyřhře v září 2023 na 261. místě. Od šesti let ji ve Spartaku Moskva trénuje Julija Bekeščenková. Spolupracuje také s Andrejem Savinem. V Akademii Rafaela Nadala v Manacoru začala hrát s Anabel Medinaovou Garriguesovou, s cílem zlepšit agresivnější styl.
V juniorském tenise triumfovala na Australian Open 2023 po finálové výhře nad krajankou Mirrou Andrejevovou. Následně ovládla i French Open 2023, když v souboji o titul zdolala o tři roky starší Peruánku Luccianu Pérezovou Alarcónovou. Jako první juniorka od Magdaleny Malejevové v roce 1990 vyhrála úvodní dva grandslamy sezóny. V květnu 2023 se stala juniorskou světovou jedničkou na kombinovaném žebříčku ITF. Sezónu 2023 zakončila na prvním místě i díky triumfu na závěrečném juniorském mastersu, čímž se stala juniorskou mistryní světa.

## Tenisová kariéra
V roce 2021, kdy prohrála finále mistrovství Evropy 14letých v Mostě s Terezou Valentovou, debutovala na okruhu ITF poté, co obdržela divokou kartu na říjnový 15tisícový turnaj v Kazani. Ve čtvrtfinále podlehla o čtyři roky starší Darje Kudaševové z osmé stovky žebříčku. Premiérový titul v této úrovni tenisu vybojovala během září 2022, na casablanském turnaji dotovaném 15 tisíci dolary. Ve finále přehrála osmou nasazenou Finku Lauru Hietarantovou z deváté stovky žebříčku.
Výkonnostní růst učinila v sezóně 2023, kdy se na žebříčku WTA posunula z 573. na 174. příčku. V březnu 2023 ovládla pretorijskou událost ITF. V závěrečné fázi zdolala Američanku Eminu Bektasovou a Maďarku Tímeu Babosovou. V 15 letech, 8 měsících a 18 dnech se stala pátou nejmladší šampionkou 60tisícové kategorie.

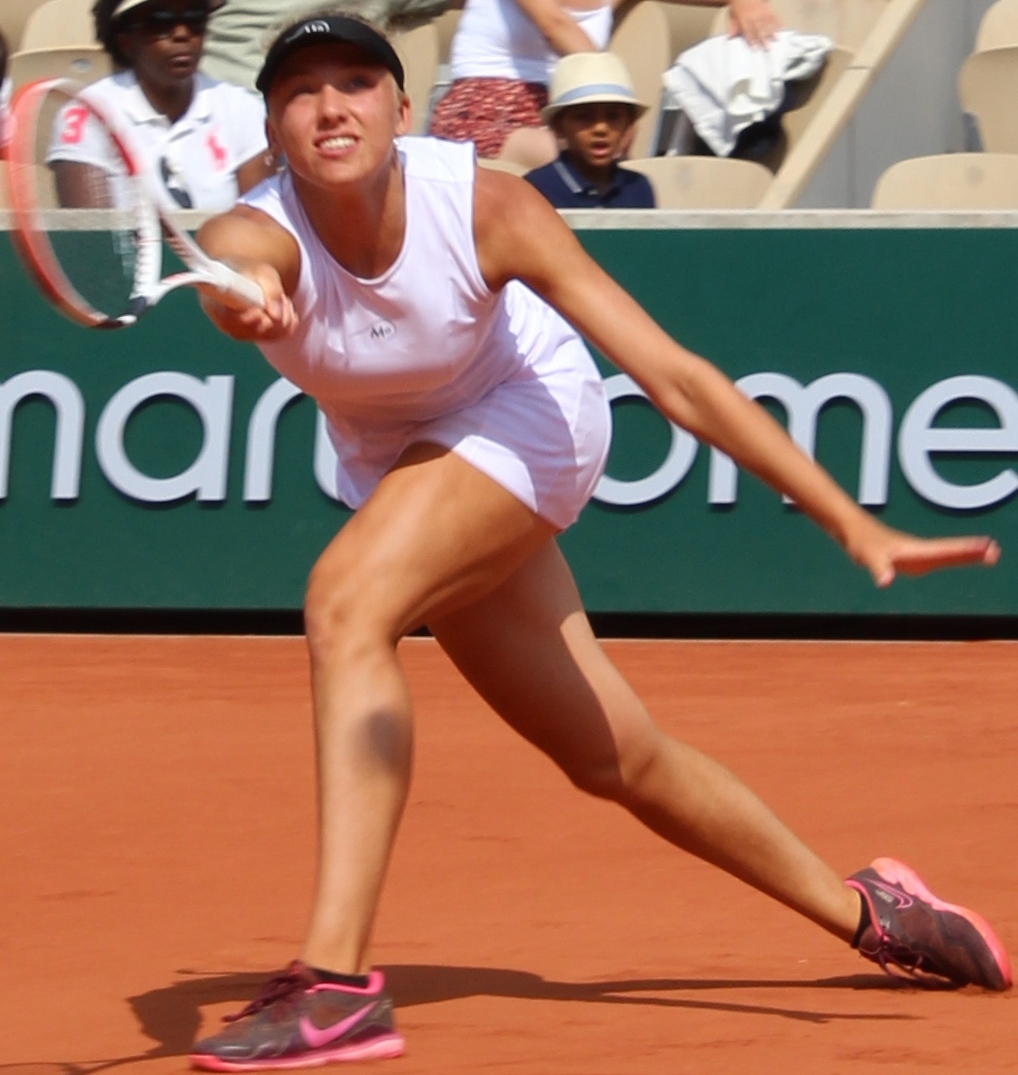
Forhend na juniorce French Open 2023

Během července 2023 si odvezla trofej z portugalské Figueiry da Foz, kde musela projít kvalifikací. V semifinále dvouhry porazila o deset let starší Francouzku Harmony Tanovou a ve finále uštědřila dva „kanáry“ další zástupkyni francouzského tenisu, 21leté Carole Monnetové. V 16 letech a jednom měsíci věku se stala historicky nejmladší vítězkou nejvyšší 100tisícové kategorie ITF. Překonala tím věkový rekord 17leté šampionky McNallyové ze stotisícovky v Midlandu 2019. Po turnaji se posunula o 106 příček výše, na kariérní maximum 220. místo. Spolu s krajankou Anastasijí Tichonovovou ve figuerské čtyřhře skončily jako poražené finalistky. Poté v ženském tenise absentovala až do září, kdy na 80tisícové akci v Le Neubourgu prošla do finále přes Fionu Ferrovou. V něm však nestačila na švýcarskou teenagerku Céline Naefovou.
Na okruhu WTA Tour debutovala říjnovým Hong Kong Tennis Open 2023, kde zvládla kvalifikační kolo proti Švýcarce Conny Perrinové. Na úvod dvouhry přehrála 32letou krajanku Valerii Savinychovou, než ji vyřadila 18letá Linda Fruhvirtová z deváté desítky žebříčku. Do grandslamu premiérově zasáhla v ženském singlu Australian Open 2024 po zvládnuté tříkolové kvalifikaci, v jejímž závěru zdolala Maďarku Annu Bondárovou. Do melbournské dvouhry vstoupila výhrou nad 27letou Španělkou, Sarou Sorribesovou Tormovou, jíž patřila padesátá třetí příčka. Poté však nestačila na brazilskou světovou dvanáctku Beatriz Haddad Maiovou.

## Tituly na okruhu ITF
| Legenda         | Legenda         |
| --------------- | --------------- |
| Turnaje W100    | Turnaje W80     |
| Turnaje W75/W60 | Turnaje W50     |
| Turnaje W35/W25 | Turnaje W15/W10 |

### Dvouhra (3 tituly)
| Č. | datum         | turnaj                          | kategorie | povrch | poražená finalistka | výsledek    |
| -- | ------------- | ------------------------------- | --------- | ------ | ------------------- | ----------- |
| 1. | září 2022     | Casablanca, Maroko              | W15       | antuka | Laura Hietarantová  | 7–5, 6–4    |
| 2. | březen 2023   | Pretorie, Jihoafrická republika | W60       | tvrdý  | Tímea Babosová      | 6–3, 7–6(3) |
| 3. | červenec 2023 | Figueira da Foz, Portugalsko    | W100      | tvrdý  | Carole Monnetová    | 6–0, 6–0    |

### Čtyřhra (2 tituly)
| Č. | datum         | turnaj               | kategorie | povrch | spoluhráčka       | poražené finalistky           | výsledek              |
| -- | ------------- | -------------------- | --------- | ------ | ----------------- | ----------------------------- | --------------------- |
| 1. | listopad 2022 | Šarm aš-Šajch, Egypt | W25       | tvrdý  | Polina Jatčenková | Jenny Dürstová Pak So-hjon    | 6–1, 6–7(7–1), [10-5] |
| 2. | září 2023     | Le Neubourg, Francie | W80       | tvrdý  | Fiona Ferrová     | Maryna Kolbová Nadija Kolbová | 7–6(9–7), 7–5         |

## Finále na juniorském Grand Slamu

### Dvouhra juniorek: 2 (2–0)
| Stav    | rok  | turnaj          | povrch | soupeřka ve finále        | výsledek           |
| ------- | ---- | --------------- | ------ | ------------------------- | ------------------ |
| Vítězka | 2023 | Australian Open | tvrdý  | Mirra Andrejevová         | 6–7(2–7), 6–4, 7–5 |
| Vítězka | 2023 | French Open     | antuka | Lucciana Pérez Alarcónová | 7–6(7–4), 6–3      |

### Čtyřhra juniorek: 1 (0–1)
| stav       | rok  | turnaj      | povrch | spoluhráčka   | soupeřky ve finále                         | výsledek |
| ---------- | ---- | ----------- | ------ | ------------- | ------------------------------------------ | -------- |
| Finalistka | 2023 | French Open | antuka | Sara Saitóová | Tyra Caterina Grantová Clervie Ngounoueová | 0–6, 4–6 |